# Andy Kim (artiste)
Pour les articles homonymes, voir Andy Kim et Kim.
 (août 2013).
Si vous disposez d'ouvrages ou d'articles de référence ou si vous connaissez des sites web de qualité traitant du thème abordé ici, merci de compléter l'article en donnant les références utiles à sa vérifiabilité et en les liant à la section « Notes et références ».
Andrew Youakim (né le 5 décembre 1946 à Montréal), connu sous le nom d'artiste Andy Kim, est un chanteur et compositeur pop rock canadien surtout actif à la fin des années 1960 et au début des années 1970. Un de ses grands succès est la reprise Baby I Love You et il est un des compositeurs de la chanson des Archies (en) Sugar, Sugar.

## Vie et carrière
Kim est né Andy Youakim le 5 décembre 1946 à Montréal, le troisième de quatre fils d'immigrants libanais. À l'adolescence, il a déménagé au Brill Building de New York pour poursuivre une carrière dans la musique. Il a enregistré sous le nom de « Andy Kim », en utilisant le nom de famille différent comme un moyen d'obscurcir son appartenance ethnique libanaise, bien que sur ses premières sorties, il ait utilisé le nom « Youakim » dans le générique d'écriture.
En 1968, après des succès d'enregistrement mineurs au cours des années précédentes, Kim a sorti le single How'd We Ever Get This Way? sur l'étiquette Steed ; il a raté de peu le Top 20 américain, atteignant la 21e place. Il a également coécrit, avec Jeff Barry, Sugar, Sugar qui était un single à succès pour les Archies, atteignant le n°1 du Billboard Hot 100 américain et devenant finalement le record RIAA de l'année. Kim et Barry ont écrit plus de chansons pour les Archies, ainsi que pour l'album Changes des Monkees en 1970, que Barry a produit.
En 1969, Kim a eu deux singles à succès, Rainbow Ride, qui a fait le Top 50 américain, et Baby, I Love You, qui a atteint la 9e place aux États-Unis et la première au Canada ; il était si populaire au Canada qu'il lui a valu un prix Feuille d'or (Juno) en 1970 en tant que meilleur chanteur masculin de son pays. Baby, I Love You s'est vendu à plus d'un million d'exemplaires et a reçu un disque d'or de la R.I.A.A. en octobre 1969.
Au cours des années suivantes, Kim a enregistré quelques succès mineurs, dont Be My Baby et It's Your Life (en 1970) et a fait de nombreuses tournées en Amérique du Nord. Au printemps 1974, il a sorti l'auto-écrit Rock Me Gently, qui est allé au n°1 du palmarès Billboard Hot 100, et au n°2 du UK Singles Chart. Rock Me Gently s'est vendu à trois millions d'exemplaires dans le monde, ce qui a valu à Kim son deuxième disque d'or.
Kim avait évité de tourner pendant des années auparavant, lorsqu'il travaillait avec le label Steed. Il a déclaré qu'il avait créé une personne dans sa musique dans la veine d'un surfeur blond blanc et que les fans avaient été choqués de voir sa couleur de peau et son apparence foncées. De plus, il avait modifié sa voix sur ses disques précédents pour paraître plus jeune.
En 1976, Kim a modifié l'orthographe de son pseudonyme en Andy Kim et a sorti quelques singles sous ce nom sur son propre label Ice Records en 1976 et 1977. Peu de temps après, il adopte le nom de scène Baron Longfellow et sort le premier single (Shady Hollow Dreamer) sous ce nom en 1978. Il est suivi d'un album éponyme Baron Longfellow avec le tube Love en 1980 et, également sous le même pseudonyme, sort en 1984 Prisoner by Design. Ces deux albums ont rencontré un succès modéré. En 1991, Kim est de nouveau passé par Longfellow et a enregistré le single Powerdrive, qui a été diffusé à la radio sur plusieurs stations de radio à travers le Canada.
En 1985, Andy Kim joint sa voix au projet Northern Lights, créé et organisé par Bruce Allen, afin de récolter des fonds pour soulager la famine de 1983-1985 en Éthiopie. Avec d'autres artistes canadiens tels que Bryan Adams, Liona Boyd, John Candy, Bruce Cockburn, Burton Cummings, Lisa Dalbello, David Foster, Corey Hart, Dan Hill, Paul Hyde, Geddy Lee, Richard Manuel, Joni Mitchell, Kim Mitchell, Aldo Nova, Oscar Peterson, Mike Reno, Paul Shaffer, Ian Thomas, Sylvia Tyson, Jim Vallance, etc… Ce regroupement d'artistes réunis pour une telle cause fait écho projet au projet britannique avec la chanson Do They Know it's Christmas créé par Bob Geldof et Midge Ure en novembre 1984. La chanson de Northern Lights, Tears Are Not Enough a été écrite par David Foster, Jim Vallance, Bryan Adams, Rachel Paiement, Paul Hyde et Bob Rock et enregistrée le 10 février 1985 au Manta Sound studios à Toronto.
En 1995, Kim a joué au Festival de Kumbaya, où les Barenaked Ladies se produisaient également. Près d'une décennie plus tard, Ed Robertson du groupe a convaincu Kim de sortir de sa retraite. Robertson a co-écrit la chanson I Forgot to Mention avec lui et a proposé de produire le morceau. Le single est sorti sur un EP cinq titres en 2004 qui comprenait un réenregistrement de Powerdrive.
En mars 2005, Kim a reçu le Indie Award annuel de l'artiste solo préféré lors de la Semaine de la musique canadienne. Le vidéoclip de Love Is…, sorti à l'été 2005, a atteint la première place sur Bravo.ca. En 2005, il a coécrit What Ever Happened to Christmas avec Ron Sexsmith. La même année, il a créé le Andy Kim Christmas Show - un concert en direct au Mod Club Theatre de Toronto dans lequel une variété d'artistes ont été invités à interpréter principalement de la musique de Noël. Le groupe de Kim a agi comme groupe de maisons pour les artistes, qui ont donné de leur temps pour le spectacle. Les profits ont été versés au Vœu de Noël du CHUM/CITY. L'émission s'est répétée en 2006, avec une programmation similaire. Le produit de l'émission a été versé à la Children's Aid Foundation, et l'émission éditée a été diffusée sur Mix 99.9 la veille et le jour de Noël. Le spectacle de Noël d'Andy Kim est devenu une tradition annuelle. Le spectacle annuel a eu lieu au Mod Club ou au Phoenix Concert Theatre à Toronto, les recettes de la soirée étant reversées à un organisme de bienfaisance pour enfants différent chaque année.
Il est nommé à l’Ordre du Canada au mois de juin 2023.

## Albums
| Année | Album                      | Billboard 200 | Label discographique |
| ----- | -------------------------- | ------------- | -------------------- |
| 1968  | How'd We Ever Get This Way | -             | Steed Records        |
| 1969  | Rainbow Ride               | -             | Steed Records        |
| 1969  | Baby I Love You            | 82            | Steed Records        |
| 1973  | Andy Kim (Uni)             | -             | Uni Records          |
| 1974  | Andy Kim (Capitol)         | 21            | Capitol Records      |
| 2004  | I Forgot to Mention        | -             | Iceworks Records     |
| 2011  | Happen Again               | -             | Angel Air Records    |